# Du ger mig lust att leva
"Du ger mig lust att leva" är en svensk poplåt från 1969 skriven av Johnny Carlsson. Den framfördes av Lena Hansson i Melodifestivalen 1969 där den dirigerades av Claes Rosendahl. Den slutade på sjunde plats med sammanlagt tre poäng.
Låten utgavs också som singel 1969 med "Vårt samtal i morse" som B-sida. Den tog sig varken in på Svensktoppen eller Svenska singellistan.
"Du ger mig lust att leva" finns också utgiven på samlingsalbumen Melodiparad 3 (1969) och Festivalfavoriter (2007). Den har inte spelats in av någon annan artist.

## Låtlista
Sida A
1. "Du ger mig lust att leva"

Sida B
1. "Vårt samtal i morse"